# Wojciech Kietliński
Wojciech Kietliński herbu Odrowąż (zm. w 1724 roku) – wojski sandomierski w latach 1720–1724, łowczy sandomierski w 1720 roku, miecznik sandomierski w latach 1701–1720, stolnik kamieniecki w latach 1696–1697, podstarości i sędzia grodzki opoczyński, pisarz grodzki opoczyński w 1696 roku.
W 1697 roku był elektorem Augusta II Mocnego z województwa sandomierskiego. Jako poseł województwa sandomierskiego był uczestnikiem Walnej Rady Warszawskiej 1710 roku. 